# 赤池南
赤池南（あかいけみなみ）は、愛知県日進市の地名。現行行政地名は赤池南一丁目から二丁目。

## 地理

### 河川
- 繁盛川

## 歴史

### 人口の変遷
国勢調査による人口および世帯数の推移。
| 2010年（平成22年） | 624世帯 1663人 |  |
| 2015年（平成27年） | 685世帯 1864人 |  |
| 2020年（令和2年）  | 752世帯 2077人 |  |

### 沿革
- 2008年（平成20年）5月24日 - 赤池町・荒池二丁目[注釈 1]の各一部より、赤池南一丁目から二丁目が成立[1]。

## 交通
- 愛知県道56号名古屋岡崎線

## 施設
- 赤池児童遊園
- 赤池南1号公園

### WEB
1. ↑  “愛知県日進市の町丁・字一覧”.   人口統計ラボ. 2024年3月26日閲覧。
2. 1 2  総務省統計局 (2022年2月10日). “令和2年国勢調査の調査結果(e-Stat) - 男女別人口，外国人人口及び世帯数－町丁・字等” (CSV). 2023年8月2日閲覧。
3. ↑  “愛知県日進市の郵便番号一覧”.   日本郵便. 2024年3月26日閲覧。
4. ↑  “市外局番の一覧” (PDF).   総務省 (2022年3月1日). 2022年3月22日閲覧。
5. ↑  “ナンバープレートについて”.   一般社団法人愛知県自動車会議所. 2024年1月21日閲覧。
6. ↑  総務省統計局 (2012年1月20日). “平成22年国勢調査の調査結果(e-Stat) - 男女別人口及び世帯数 －町丁・字等” (CSV). 2021年7月21日閲覧。
7. ↑  総務省統計局 (2017年1月27日). “平成27年国勢調査の調査結果(e-Stat) - 男女別人口及び世帯数 －町丁・字等” (CSV). 2021年7月21日閲覧。

### 書籍
1. ↑  『広報にっしん No.577』日進市、2008年6月1日、10頁。